# Peak Downs Mine
Peak Downs Mine är ett gruvområde i Australien. Det ligger i delstaten Queensland, omkring 760 kilometer nordväst om delstatshuvudstaden Brisbane.
I omgivningarna runt Peak Downs Mine växer huvudsakligen savannskog. Trakten runt Peak Downs Mine är nära nog obefolkad, med mindre än två invånare per kvadratkilometer.  Genomsnittlig årsnederbörd är 807 millimeter. Den regnigaste månaden är januari, med i genomsnitt 156 mm nederbörd, och den torraste är augusti, med 19 mm nederbörd.